# Trichopterigia adorabilis
Trichopterigia adorabilis är en fjärilsart som beskrevs av Katsumi Yazaki 1987. Trichopterigia adorabilis ingår i släktet Trichopterigia och familjen mätare. Inga underarter finns listade i Catalogue of Life.